# Pulchroppiella littlewoodi
Pulchroppiella littlewoodi är en kvalsterart som beskrevs av Subías 1989. Pulchroppiella littlewoodi ingår i släktet Pulchroppiella och familjen Oppiidae. Inga underarter finns listade i Catalogue of Life.